# Csilla Elekes
Csilla Elekes (geboren am 18. Juni 1964 in Budapest) ist eine ehemalige ungarisch-deutsche Handballspielerin.

## Vereinskarriere
Csilla Elekes begann mit dem professionellen Handball im Alter von 14 Jahren. bei BP Kőbánya Spartacus in ihrer Geburtsstadt. 1989 war sie für Debreceni Symphonia VSC aktiv. Von 1990 bis 1992 stand sie bei TuS Walle Bremen unter Vertrag. Von dort wechselte sie zu TV Lützellinden und spielte später auch beim Frankfurter Handball Club, bei Hypo Niederösterreich und bei TV Mainzlar.
Mit dem Budapester Verein gewann sie den Europapokal der Pokalsieger 1980/1981 und stand im Finale des Europapokals der Pokalsieger 1981/1982. In den Jahren 1983 und 1986 gewann sie mit dem Team die ungarische Meisterschaft. In 213 Spielen in der ungarischen Liga warf sie 988 Tore.
Fünf Mal wurde sie Deutsche Meisterin: In der Spielzeit 1990/1991 und der Spielzeit 1991/1992 mit dem Team aus Bremen sowie in der Spielzeit 1992/1993, der Spielzeit 1999/2000 und der Spielzeit 2000/2001 mit der Mannschaft aus Lützellinden.
Sie gewann mit Hypo Niederösterreich die EHF Champions League 1997/1998.

## Nationalmannschaft
Csilla Elekes stand ab 1982 im Aufgebot der ungarischen Nationalmannschaft, erstmals am 26. Juni 1982 gegen die sowjetische Frauen-Handballnationalmannschaft. Bei der Weltmeisterschaft 1986 warf sie in sieben Spielen 18 Tore für Ungarn.
Bis 1989 absolvierte sie für Ungarn 144 Länderspiele, in denen sie 373 Tore warf.
Mit der deutschen Nationalmannschaft nahm sie an der Europameisterschaft 1994 teil, bei der Csilla Elekes in sieben Spielen vier Tore zum Erfolg, dem zweiten Platz, beitrug, sowie an den Olympischen Spielen 1996.
Insgesamt bestritt sie für das deutsche Nationalteam 54 Länderspiele, in denen sie 101 Tore warf.

## Erfolge
- 2. Platz bei der Europameisterschaft 1994[1]
- Gewinn der Champions League 1998[1]
- Europapokal der Pokalsieger 1981, 1993[1]
- Ungarische Meisterin 1983 und 1986[2]
- Ungarischer Pokalsieg 1988[2]
- Deutsche Meisterin 1991, 1992, 1993, 2000 und 2001[1]